# 鮮于修礼
鮮于 修礼（鮮于脩禮、せんう しゅうれい、生年不詳 - 526年）は、北魏の反乱指導者。本貫は五原郡。

## 経歴
526年（孝昌2年）1月、中山左人城で反乱を起こし、魯興元年の元号を立てた。定州を本拠として瀛州に進出した。北魏の長孫稚や河間王元琛らの討伐をしりぞけた。8月、反乱軍の将軍の元洪業に斬られた。一説に部下の葛栄に斬られたともいう。

## 伝記資料
- 『魏書』巻9 粛宗紀第9
- 『北史』巻4 魏本紀第4